# Inkawasi-Kañaris
Inkawasi-Kañaris oder Lambayeque-Quechua (Quechua: Inkawasi-Kañaris Runashimi, auch Kichwa) ist eine Varietät des Quechua, die in einer Sprachinsel in der Provinz Ferreñafe des peruanischen Departamentos Lambayeque (Distrikte Inkawasi und Kañaris), in Penachí im benachbarten Distrikt Salas (Provinz Lambayeque) sowie in angrenzenden Gemeinden der Departamentos Cajamarca und Piura gesprochen wird.

## Geschichte
Das Quechua wurde in der Inka-Zeit von Umsiedlergruppen (mitma), insbesondere Kañaris, in die Region gebracht. An der Küste von Lambayeque wurde es nie gesprochen; dort herrschte früher das Mochica vor. Das Quechua Inkawasi-Kañaris war lange Zeit undokumentiert. Eingehendere Beschreibungen wurden vom australisch-französischen Linguisten Gerald Taylor vorgenommen (1982 und 1996). Eine Sammlung von Erzählungen aus der mündlichen Tradition, Shumaq parlakunay, kam 2001 heraus.
Eine Übersetzung des Neuen Testaments ins Inkawasi-Kañaris wurde 2004 veröffentlicht. Darüber hinaus wird an einer Übersetzung des Alten Testaments gearbeitet.

## Sprachliche Merkmale
Das Quechua Inkawasi-Kañaris hat den alten Quechua-Lautbestand weitgehend bewahrt, einschließlich des retroflexen ch [ĉ]. Im Unterschied zum Cajamarca-Quechua, mit dem es viele Gemeinsamkeiten hat – so ein laut Ethnologue zu 94 % gemeinsames Vokabular –, ist jedoch neben anlautendem [h] in vielen Fällen auch anlautendes [s] verstummt (vgl. suk - uk "eins", surquy - urquy "herausziehen"). Auffällig ist die häufige Kontraktion von Wörtern. Es besitzt auch einige Merkmale des Quechua I (Waywash), z. B. das Gerundium auf -r und das Suffix -naw ("wie"). Als Gemeinsamkeit mit anderen nordperuanischen Quechua-Varianten werden Pluralformen des Verbs durch Anhängen von "llapa" gebildet.
Die Zahlwörter des Quechua (außer eins bis drei) sind in Lambayeque in Vergessenheit geraten, d. h. selbst einsprachige Quechua-Sprecher zählen spanisch. Will man an der Schule also auch Rechenunterricht auf Quechua abhalten, so müssen die Schüler die Quechua-Zahlen wieder neu erlernen. In Materialien des peruanischen Bildungsministeriums werden diese bis hin zur Million (hunu) verwendet. In der Übersetzung des Neuen Testaments von 2004 werden dagegen spanische Zahlen verwendet.

## Verschriftlichung
In Peru wurden im Lauf der 2000er Jahre – neben den Quechua-Varianten Qusqu-Qullaw, Chanka und Anqash sowie weiteren indigenen Sprachen – im Auftrag des Bildungsministeriums Schulmaterialien auch in der Variante Inkawasi-Kañaris erarbeitet: Yaĉakuq Masiy (Lesen und Schreiben) und Yupaq Masiy (Rechnen). Aktuelle Materialien sind 2015/1016 unter den Titeln „Shumaq kaway“ und Yupana erschienen.
Anders als in Bibelübersetzungen in den meisten anderen Quechua-Varietäten werden in der Übersetzung des Neuen Testaments in Inkawasi-Kañaris weitgehend die Regeln der offiziellen Rechtschreibung mit einem Drei-Vokal-System (a, i, u) und den Graphemen k, q, w für /k/, /q/ und /w/ verwendet. Der einzige wesentliche Unterschied besteht darin, dass für das Phonem des retroflexen /ĉ/ in der Bibelübersetzung ĉh steht, in den Materialien des Bildungsministeriums dagegen ĉ.

## Soziolinguistische Situation
Die heutige Zahl der Sprecher liegt bei etwa 20.000 bis 30.000 Personen. Darunter gibt es noch viele Einsprachige, was auf die Abgelegenheit der Ortschaften zurückzuführen ist. Auch die Kinder lernen deshalb in den meisten Orten noch das Quechua als Erstsprache. In jüngster Zeit wurden Primarschulen mit interkultureller zweisprachiger Erziehung eingerichtet, worauf indigene Kinder auf Grund des von María Sumire entworfenen und 2011 verabschiedeten Sprachen-Gesetzes (Ley 29735) ein Anrecht haben. In Lambayeque hatten 2013 ein solches Anrecht nach offiziellen Angaben der Schulbehörden 9624 quechuasprachige Schüler. José Luciano Vilcabana Sánchez, Muttersprachler aus Inkawasi, schätzt 2006 die Situation der Sprache als stabil ein, da sie in den ländlichen Gemeinden mündlich in allen Domänen gebraucht werde und es eine positive Einstellung gebe, weshalb die Sprache an die Kinder weitergegeben werde, obwohl 70 bis 80 % der Bevölkerung zweisprachig sind. Ebenso lernen hiernach die meisten Kinder auf Quechua lesen und schreiben, jedoch würden bisher beispielsweise noch keine Briefe im Alltagsleben geschrieben. Nach Angaben der Direktion für interkulturelle zweisprachige und ländliche Erziehung beim peruanischen Bildungsministerium von 2013 ist die Sprache gefährdet, da sie in einigen Gemeinden nur noch von Erwachsenen hauptsächlich gesprochen werde. In 215 Schulen in Lambayeque ist interkulturelle zweisprachige Erziehung mit Inkawasi-Kañaris-Quechua als Muttersprache der Schüler vorgesehen und in 13 Schulen mit Quechua als zweiter Sprache. Im Einzugsgebiet der letztgenannten Schulen ist also die Weitergabe der Sprache von den Eltern an die Kinder nicht gegeben. Nicht für alle quechuasprachigen Kinder ist Unterricht in der Muttersprache gewährleistet. Im September 2014 fehlten in Lambayeque 180 quechuasprachige Lehrer, so dass 500 Kindern die interkulturelle zweisprachige Erziehung verwehrt wird, obwohl sie ein Recht darauf haben. Da in der Region Inkawasi-Kañaris nach wie vor viele Kinder einsprachig mit Quechua in die Schule kommen, leiden diese besonders unter einem Unterricht ausschließlich auf Spanisch mit Lehrern, die nach geltendem Recht durch Lehrkräfte mit Quechua als Muttersprache ersetzt werden müssten, so die indigene Politikerin Rosa Sara Huamán Rinza aus San Juan de Cañaris. Dem stehen Beispiele für ausgesprochen erfolgreichen Quechua-Grundschulunterricht gegenüber.
Die benachbarte Region Piura galt lange als Gebiet, in dem alle indigenen Sprachen ausgestorben seien. Nachdem jedoch 2009 in dem entlegenen Bergdorf Chilcapampa eine Primarschule eingerichtet worden war, forderte die dortige Bevölkerung 2012 gegenüber dort anwesenden Schulfunktionären einen Schulunterricht in ihrer Muttersprache – Quechua. Das peruanische Bildungsministerium erkannte Chilcapampa noch 2012 als indigene Gemeinde an. Durch Vergleich mit Videoaufnahmen aus Cajamarca sowie eine Reise nach Inkawasi stellte sich heraus, dass es sich beim Chilcapampa-Quechua um Inkawasi-Kañaris handelte. Bereits 2013 wurden ein quechuasprachiger Lehrer aus Inkawasi sowie eine örtliche Kollegin in Chilcapampa beschäftigt und interkulturelle zweisprachige Erziehung eingerichtet, 2014 waren es vier Lehrer.

### Offizielle Unterrichtsmaterialien
- Shumaq kaway – Pulla yachakushun (Lesen, Schreiben). Band 1, 2, 3, 4, 5, 6.
- Yupana – Pulla yachakushun (Rechnen). Band 1, 2, 3, 4.